# تاريخ دستور الجمهورية الرومانية
تاريخ دستور الجمهورية الرومانية هو دراسة للجمهورية الرومانية القديمة تقتفي أثر تقدم التطور السياسي الروماني منذ تأسيس الجمهورية الرومانية في عام 509 قبل الميلاد حتى قيام الإمبراطورية الرومانية في عام 27 قبل الميلاد. يمكن تقسيم التاريخ الدستوري للجمهورية الرومانية إلى خمس فترات. بدأت الفترة الأولى مع الثورة التي أطاحت بالمملكة الرومانية في عام 509 قبل الميلاد، وانتهت الفترة الأخيرة بالثورة التي أطاحت بالجمهورية الرومانية مقيمة بذلك الإمبراطورية الرومانية في عام 27 قبل الميلاد. طوال تاريخ الجمهورية، كان التطور الدستوري مدفوعًا بالصراع بين الأرستقراطية والمواطنين العاديين.
كانت الأرستقراطية الرومانية تتألف من طبقة من المواطنين تدعى بطارقة الروم (باللاتينية: patricii)‏، في حين أن جميع المواطنين الآخرين كانوا يسمون الدهماء (باللاتينية: plebs)‏. خلال المرحلة الأولى من التطور السياسي، سيطرت أرستقراطية بطارقة الروم على الدولة، وبدأ الدهماء المطالبة بحقوق سياسية. خلال المرحلة الثانية، أطاح الدهماء بالكامل بأرستقراطية بطارقة الروم، وبالنظر إلى أن الأرستقراطية كانت قد أطيحت ببساطة عبر تعديلات على القانون الروماني، لم تكن هذه الثورة عنيفة. شهدت المرحلة الثالثة ظهور أرستقراطية دهماء-بطارقة روم، بالإضافة إلى أوضاع عسكرية خطيرة ساعدت على الحفاظ على الاستقرار الداخلي ضمن الجمهورية. بدأت المرحلة الرابعة بعد وقت قصير من نهاية الحروب التوسعية لروما، لأنه بدون هذه الحروب، أزيل العامل الذي كان يضمن الاستقرار الداخلي. في حين كانت الدهماء تسعى إلى معالجة محنتها الاقتصادية عن طريق سن القوانين، كان تنظيم المجتمع هو ما تسبب في نهاية المطاف بالمشاكل الرئيسية. بدأت المرحلة الأخيرة حين عبر يوليوس قيصر نهر روبيكوني، وانتهت بالإطاحة الكاملة بالجمهورية. أطلقت هذه الثورة الأخيرة شرارة إعادة تنظيم شاملة للدستور، وترافق معها ظهور الإمبراطورية الرومانية.

## عهد بطارقة الروم (509-367)
وفقًا لأسطورة، أُسست المملكة الرومانية في عام 753 قبل الميلاد، وحُكمت عبر تعاقب سبعة ملوك. حكم الملك الأخير، لوسيوس تاركينيوس سوبيربوس، بصورة استبدادية وفي عام 510 قبل الميلاد، اغتصب ابنه سيكستوس تاركينيوس نبيلة تدعى لوكريتيا. انتحرت لوكريتيا، زوجة عضو في مجلس الشيوخ يدعى لوسيوس تاركينيوس كولاتينوس، بسبب أنها اغتصبت، وأفضى ذلك إلى مؤامرة طردت تاركينيوس من المدينة. مع طرد تاركينيوس، أُسست الجمهورية الرومانية، وانتُخب المتؤامران الرئيسيان، كولاتينوس وعضو مجلس الشيوخ لوشيوس جونيوس بروتوس، كأول قنصلين رومانيين (أي رئيسين تنفيذيين). في حين أن هذه القصة قد لا تكون أكثر من أسطورة خلقها الرمان في ما بعد من أجل تفسير ماضيهم، فمن المحتمل أن روما كانت قد حُكمت من قبل سلسلة من الملوك الذين من المحتمل أنه أطيح بهم بسرعة، كما تشير الأساطير.

### القضاة التنفيذيون

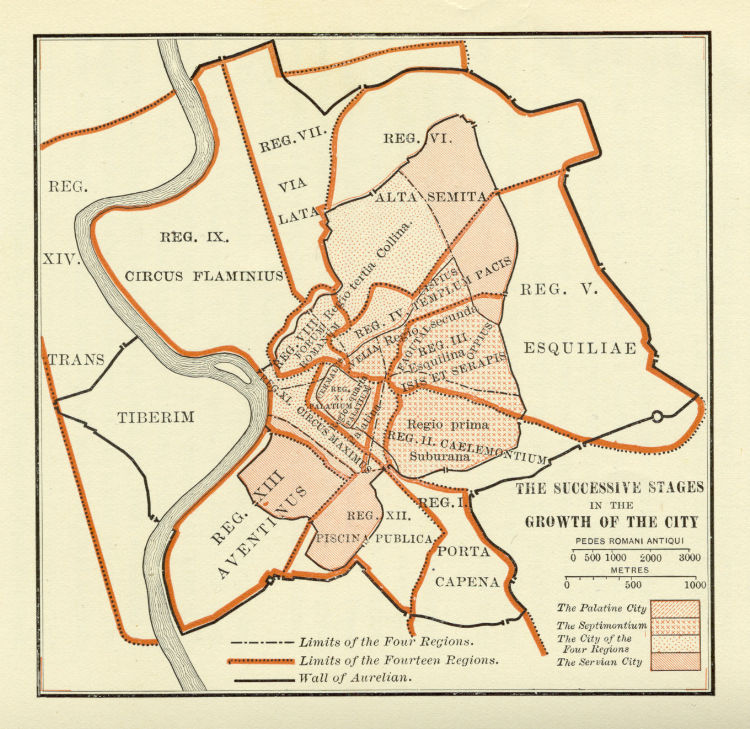
توسع منطقة المدينة خلال عهد المملكة

ربما لم تكن التغييرات الدستورية التي حدثت مباشرة بعد الثورة واسعة النطاق كما توحي الأساطير، إذ إن أهم تغيير دستوري كان يتعلق ربما بالرئيس التنفيذي. قبل الثورة، انتُخب ملك (ريكس) من قبل أعضاء مجلس الشيوخ (باتريس أو «آباء») لولاية مدى الحياة، إلا أنه بات بريتوران («زعيمان») ينتخبان آنذاك من قبل المواطنين لمدة سنوية. بات هؤلاء القضاة يسمون في نهاية المطاف بالـ«قناصلة» (باللاتينية بمعنى أولئك الذين يعملون معًا)، وردع كل قنصل زميله، في حين أن فترة ولايتهم المحدودة جعلتهم عرضة للمقاضاة في حال أساءوا استخدام صلاحيات مناصبهم. كان الرئيس التنفيذي لا يزال مخولًا بنفس الدرجة من صلاحيات الإمبريوم («القيادة») التي كان الملك القديم يتمتع بها ، ولم تكن صلاحيات كل من القنصلين، حين مورست معًا، مختلفة عن صلاحيات الملك القديم. في أعقاب الثورة مباشرة، كان مجلس الشيوخ الروماني والمجالس الرومانية عاجزين تقريبًا كما كان الحال في ظل النظام الملكي.
خلال سنوات الحكم الملكي، قُبل بطارقة الروم (باتريس أو «الآباء») فقط في مجلس الشيوخ الروماني. وبذلك أدت ثورة عام 510 قبل الميلاد إلى استنزاف صفوف مجلس الشيوخ، وعلى الرغم من أن مجموعة من الدهماء جُندت لملء الشواغر. تحول مجلس شيوخ بطارقة الروم (باتريس) القديم إلى مجلس شيوخ باتريس إت كونسكريبتي («الرجال المجندون والآباء»). وعلى الرغم من ذلك، لم يكن بإمكان أعضاء المجلس الدهماء هؤلاء التصويت على أكتوريتاس باتروم («سلطة الآباء» أو «سلطة أعضاء بطارقة الروم في مجلس الشيوخ»)، أو أن يُنتخبوا كإنتيريكس. في العام 494 قبل الميلاد، كانت المدينة في حالة حرب، إلا أن الجنود الدهماء رفضوا الزحف ضد العدو، وبدلًا من ذلك انسحبوا إلى تلة أفنتين. أصبح بطارقة الروم بسرعة مستميتين لإنهاء ما كان، في الواقع، إضرابًا عماليًا، ولذلك وافقوا بسرعة على مطالب الدهماء بأن يُمحنوا الحق في انتخاب مسؤوليهم. أطلق الدهماء على هؤلاء المسؤولين الجدد اسم أطربون الدهماء، وأعطوهم مساعدَين، الإيديل الدهماء.
خلال السنوات الأولى للجمهورية، لم يسمح للدهماء أن يشغلوا مناصب سياسية. في عام 445 قبل الميلاد، طالب الدهماء بالحق في الترشح للانتخابات القنصلية، إلا أن مجلس الشيوخ رفض منحهم هذا الحق. بعد مقاومة طويلة للمطالب الجديدة، أرسل مجلس الشيوخ (454) لجنة تتألف من ثلاثة من بطارقة الروم إلى اليونان لدراسة تشريعات سولون والمشرعين الآخرين وتقديم تقرير عنها. عند عودتهم، اختارت الجمعية (451) عشرة أشخاص، ديسميفيري، لصياغة قانون جديد، ومنحتهم صلاحيات حكومية عليا في روما لمدة عامين. حولت هذه اللجنة، في ظل رئاسة الرجعي الحازم أبيوس كلاوديوس، القانون العرفي القديم لروما إلى اللوائح الاثنا عشر الشهيرة، وقدمتها إلى الجمعية (التي أقرتها مع بعض التغييرات)، وعرضتها في المنتدى لجميع من يرغب ويستطيع القراءة. أقرت اللوائح الاثنا عشر بحقوق معينة ومنحت الدهماء ممثليهم، الأطربون. ومع ذلك بقيت القنصلية مغلقة أمام الدهماء. مُنحت سلطة قيادة القنصلية (الإمبريوم) إلى عدد محدد من الأطربون العسكريين. انتُخب هؤلاء الأفراد، الذين أطلق عليهم اسم الأطربيون القنصليون، من قبل الجمعية المركزية وامتلك مجلس الشيوخ صلاحية حق نقض أي انتخابات من هذا النوع. كانت هذه أولى محاولات الدهماء لتحقيق المساواة السياسية مع بطارقة الروم. ابتداءًا منذ عام 400 قبل الميلاد تقريبًا، خيضت سلسلة من الحروب، وفي حين تمتعت أرستقراطية بطارقة الروم بثمار الفتوحات الناجمة، باتت الدهماء في الجيش مرهقة وساخطة. وطالبت بتنازلات حقيقية، وهكذا في عام 367 قبل الميلاد أقر قانون («قانون ليسينيو-سيكستيان») الذي تعامل مع المحنة الاقتصادية للدهماء. وعلى الرغم من ذلك، تطلب القانون أيضًا انتخاب قنصل عام واحد على الأقل كل عام. ربما كان افتتاح القنصلية أمام الدهماء وراء امتياز عام 366 قبل الميلاد، الذي أنشئ فيه كل من البريتور والإيديل، إلا أنهما كانا مفتوحين فقط أمام بطارقة الروم.

### مجلس الشيوخ والجمعيات التشريعية
بعد فترة من إقامة الجمهورية، أصبحت الجمعية المركزية الجمعية الرومانية الرئيسية التي انتُخب فيها القضاة وأقرت القوانين وجرت المحاكمات. خلال فترة خدمته القنصلية في عام 509 قبل الميلاد، أقر بوبليوس فاليريوس بوبليكولا قانونًا (القوانين الفاليرية والبورسيانية)، التي كفلت حقوق المحاكمة العادلة لكل مواطن روماني. كان بإمكان أي مواطن محكوم أن يستحضر حقه في الإثارة، أي استئناف أية إدانة إلى الجمعية المركزية، والتي كانت تمهيدًا للأمر بالمثول أمام القضاء. أيضًا في هذا الوقت تقريبًا، اجتمع الدهماء في جمعية خيرية للدهماء غير رسمية، التي كانت مجلس الدهماء الأصلي.